# Manned Orbital Laboratory

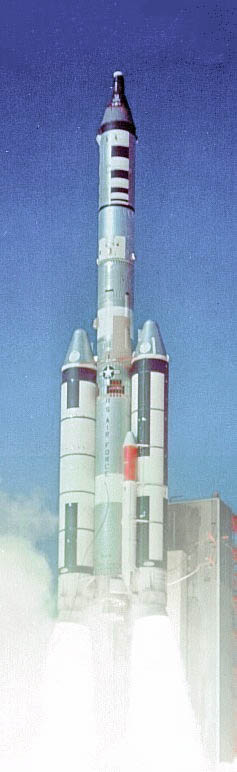
Lanzamiento de prueba de una maqueta de MOL.

Manned Orbital Laboratory (Laboratorio Orbital Tripulado) o MOL fue un proyecto de la fuerza Aérea de los Estados Unidos para una estación espacial militar tripulada. El programa del MOL fue iniciado el 10 de diciembre de 1963, tras la cancelación del proyecto Dynasoar ese mismo año, y fue igualmente cancelado en 1969.

## Características
Se habría tratado de una estación con una atmósfera interior de helio y oxígeno. La estación sería lanzada con una cápsula Gemini modificada (Gemini B) tripulada acoplada. La cápsula tendría una abertura en el escudo térmico para que la tripulación pudiese acceder a la estación, y regresaría a tierra a bordo de la misma cápsula.
El MOL estaba destinado a realizar experimentos de reconocimiento militar utilizando cámaras ópticas y radar, intercepción e inspección de satélites, pruebas con unidades de maniobra personales y evaluación de la utilidad de naves tripuladas en órbita.
Tras su cancelación, algunos de los sistemas de reconocimiento óptico acabaron utilizándose en los satélites espía de la serie KH, y algunos experimentos fueron realizados a bordo de la estación Skylab.

## Estructura
Cada estación MOL constaría de las siguientes partes:
- Gemini B RM (Reentry Module): Una cápsula Gemini modificada, exteriormente similar a la cápsula Gemini original, pero básicamente una nueva nave por dentro. No estaba diseñada para el vuelo independiente, sino para permanecer acoplada al resto de la estación hasta el momento del regreso de los astronautas. La cápsula habría estado tripulada en el momento del lanzamiento. Una vez en órbita, la tripulación pondría la cápsula en modo hibernación hasta que la necesitasen para el regreso. Pasarían a la estación a través de una abertura en el escudo térmico que haría las veces de escotilla. Una vez finalizada la estancia en la estación (hasta 40 días), regresarían a la cápsula y se separarían de la estación, iniciando el vuelo de regreso. Una vez separada, la Gemini B sólo tendría 14 horas de autonomía.

- Gemini B AM (Adapter Module): Se trataría de un módulo adaptador entre la estación y la cápsula Gemini B, albergando motores que servirían como motores de escape durante el lanzamiento desde tierra en caso necesario, y como retropropulsores para el regreso a tierra después de los trabajos en órbita.

- MOL LM (Laboratory Module): Consistiría en una parte anterior, no presurizada, de 2.43 m de largo, y una parte posterior, presurizada, de 3.37 m de largo. La tripulación pasaría a través de la parte no presurizada hacia la parte presurizada a través de un túnel estanco de 0.81 m de diámetro que comenzaría en la escotilla del escudo térmico de la Gemini B. Alrededor del túnel, en la parte no presurizada, se encontrarían tanques de helio, hidrógeno y oxígeno para alimentar la atmósfera para la tripulación, así como células de combustible, el sistema de control ambiental, cuatro toberas de control de actitud para la estación y los tanques de propelente correspondientes. La parte presurizada habría estado dividida en dos zonas de trabajo, una sobre otra a lo largo del cilindro, y cada zona con ocho bahías.

- MOL MM (Mission Module): Formaría la mayor parte de la estación, con una longitud de 11.24 m, divididos en dos partes, una de 4.42 m y otra de 6.82. Portarían experimentos militares todavía hoy clasificados.

## Especificaciones
- Tripulación: 2
- Vida operativa: 40 días
- Órbita: polar o síncrona con el Sol
- Longitud: 21,92 m
- Diámetro máximo: 3,05 m
- Volumen habitable: 11,3 m³
- Masa: 14.476 kg
- Carga útil: 2700 kg

## Lanzamientos
El único lanzamiento del programa se llevó a cabo el 3 de noviembre de 1966, cuando en la misión OPS 0855 (también llamada OV4-3) se acopló la cápsula Gemini B (que era la misma cápsula recuperada en la misión Gemini 2 en enero de 1965) y una maqueta de la estación MOL-B, que despegó en un cohete Titan IIIC desde el Complejo de lanzamiento espacial 40 de Cabo Cañaveral, en un vuelo suborbital.